# Veloz Sport Balear
El Veloz Sport Balear fue una sociedad deportiva de Palma (Mallorca, Islas Baleares, España), fundada en 1896 para la práctica y promoción del ciclismo. Desapareció en 2018.
En 1903 inauguró el Velódromo de Tirador, que fue la principal instalación de ciclismo en pista durante décadas en España. La entidad ha tenido otras secciones deportivas en varias fases de su historia.

## Historia
Fue fundada el 1 de septiembre de 1896 por un grupo de aficionados al ciclismo. Su práctica era tanto desde un punto de vista tanto ocioso (paseo, excursionismo) como competitivo (en ruta o en pista). Sus fundadores provenían de la sociedad Velódromo Palmesano, que habían abandonado disconformes con su gestión. Su primer presidente fue Miquel Mestre Font, que se mantuvo en el cargo hasta 1908.
Después de ocupar algunos locales provisionales, en 1901 la sociedad instaló su local social en un inmueble del Paseo del Borne de Palma, en la zona noble de la ciudad. Fue una de las sociedades deportivas más activas de principios de siglo, e incluso durante la presidencia de Ignasi Seguí Solivelles (1913-17) llegó a tener un carácter polideportivo de primer orden, además de ampliar sus actividades a temas culturales. A partir de los años 20 fue perdiendo su dinamismo inicial y se convirtió en un club social sin actividad deportiva interna, limitándose a ostentar la propiedad del velódromo.
En los años 60 la sociedad entró en crisis a nivel social y económico y fue desalojada de su local social. Después de pasar por un bingo (la antigua sala de fiestas Trocadero), a mediados de los años 70 se realojó en los terrenos de su velódromo, cerrado desde 1973 y en estado de abandono. La sociedad readaptó la tribuna cubierta (el Xalet, obra del arquitecto Gaspar Bennazar) como local social, tapiando los arcos de la construcción para hacerlo habitable. En 1976 el Veloz se fusionó con otra sociedad recreativa histórica de la ciudad: La Veda, con el objetivo de aunar fuerzas y reimpulsar su actividad; pero a pesar de todo, siguió languideciendo.
Además, el Ayuntamiento de Palma aprobó la construcción de una zona verde municipal en los terrenos de la sociedad, lo cual hipotecó cualquier proyecto de futuro. La expropiación se culminó en julio de 2015 (aunque recursos judiciales no la hicieron definitiva hasta 2017). Entonces la sociedad se trasladó a un inmueble en la Avenida Joan Miró, 146, en la misma ciudad de Palma, y habilitó parte de sus dependencias como centro de Yoga y Pilates.
En sus últimos tiempos su actividad como club social era mínima y la sociedad optó por su disolución en 2018.

## El Velódromo de Tirador
Después de su fundación en 1896 los socios entrenaban asiduamente en el Velódromo de Son Espanyolet, el único existente en la ciudad; pero se vieron obligados a compartirlo con la otra sociedad ciclista de la capital y gran rival, el Círculo Ciclista. Pronto se impuso entre los socios del Veloz la idea de poseer una pista propia. 
La sociedad adquirió en 1897 unos terrenos cercanos al torrente de sa Riera, entonces extramuros de la ciudad, y construyeron el Velódromo de Tirador. Desde su inauguración en 1903 se convirtió en la principal pista ciclista de España, dada la calidad de su diseño y construcción, y desde entonces acogió todo tipo de acontecimientos deportivos de primer nivel hasta su clausura en 1973.

## Otros deportes
El Veloz Sport Balear se fundó para la práctica del ciclismo; pero en sus primeros años fue creando secciones para practicar otros deportes, a medida que estos llegaban a la isla y los socios se aficionaban a ellos. En aquel momento (finales del siglo XIX y principios del XX) el ciclismo era el principal deporte de Mallorca, pero también el único consolidado: otras manifestaciones deportivas eran testimoniales o desconocidas, y el Veloz se convirtió en la principal sociedad de acogida de estas novedades. Así, gran parte de estos nuevos deportes se practicaron en el espacio central de su recientemente inaugurado Velódromo de Tirador. De todas ellas, la sección más relevante fue la de fútbol. 
El fútbol llegó a Mallorca a finales de 1902 y cuando se inauguró el Velódromo de Tirador los socios empezaron a practicarlo en el espacio central, creando la sección en 1903. Fue el equipo más potente de la isla en aquellos años, imponiéndose en las principales competiciones no oficiales que entonces se organizaban (entonces no había competición federada). Su dominio se basó en la buena forma física de sus jugadores (que lo practicaban como complemento al ciclismo) y en disponer del velódromo, un espacio no reglamentario pero mínimamente acondicionado y con gradas que favorecían la presencia de público. La fundación de la Real Sociedad Alfonso XIII FC (actual RCD Mallorca) en 1916 supuso su declive y en 1917 la sección desapareció. Aún se recuperó en 1920, pero sin la fuerza de antaño, y después de constantes altibajos desapareció definitivamente en 1926. Además, allí jugó su primer partido el Baleares FC (actualmente CD Atlético Baleares), en 1920.
Otras secciones fueron el motociclismo, patinaje, tenis o tiro de pichón. En estos casos se habilitaron espacios para su práctica en el velódromo, pero sin crear ningún equipo de competición estable.
Durante los años 20 el Veloz Sport Balear perdió su carácter deportivo original. La sociedad se convirtió en un club sedentario, cuya actividad pasó a centrarse en su local social, y las secciones deportivas desaparecieron. En cuanto al ciclismo en pista, el Velódromo del Tirador pasó a ser explotado por empresas y particulares externos a la sociedad, aunque para la organización de campeonatos oficiales y grandes pruebas la titularidad continuaba siendo del Veloz.
A principios de los años 40, y coincidiendo con una crisis pasajera del ciclismo en pista local, se reimpulsaron las secciones deportivas. En 1942 se creó el equipo de baloncesto, el cual compitió en la primera categoría del incipiente campeonato regional de Mallorca durante tres temporadas, entre 1942 y 1945. Tenía su pista en el espacio central del Velódromo del Tirador. También hubo un equipo de hockey sobre patines, pero no llegó a competir oficialmente. Desde 1945 la finalidad de la sociedad volvió a ser únicamente ciclista.
En los años 90, para frenar la debacle de la sociedad, hubo otro intento de reactivación deportiva. En esta ocasión el principal deporte fue el voleibol, tanto masculino como femenino, con sendos equipos federados; así como actividades subacuáticas, tenis y petanca. En 1999 se incorporó el pádel con la construcción de unas pistas en el velódromo para alquilar por horas, sin competición. A medida que la sociedad languidecía socialmente las secciones fueron desapareciendo, hasta que la sociedad fue dada de baja del Registro de Entidades Deportivas en 2014.

## Trascendencia
Durante varias décadas el Veloz Sport Balear fue el club ciclista más importante de Mallorca, prácticamente desde su fundación. Fue uno de los impulsores de la creación de la Unión Velocipédica Balear en 1898, que en 1932 cambiaría su nombre por el de Federación Balear de Ciclismo.
La sociedad fomentó todo tipo de competiciones ciclistas nacionales y regionales en pista hasta los años 60 (también, ocasionalmente, en carretera y circuitos urbanos) y contribuyó decisivamente al nacimiento y desarrollo de la tradición ciclista en Mallorca, especialmente en su modalidad en pista, gracias a su titularidad del Velódromo del Tirador, principal pista ciclista en España durante décadas. Fue la entidad organizadora de numerosos campeonatos oficiales de Baleares y de España en pista y algunos en ruta, así como de pruebas de carácter internacional.
Entre 1915 y 1920 el Veloz Sport Balear organizó la Fiesta del Pedal, jornada ciclista anual de carácter festivo en forma de caravana que durante varios años movilizó a centenares de aficionados a la bicicleta y que fuera una demostración de poder de convocatoria.
En 1960 la sociedad recibió la Medalla de Oro al Mérito Deportivo impuesta por la Federación Española de Ciclismo por su contribución al mundo del ciclismo.